# 샤다
샤다(夏達, 1981년 4월 4일 ~ )는 중국의 만화가이다. 후난성 화이화 시 출신으로 현재는 저장성 항저우시에서 거주하고 있다. 현재 일본의 잡지 슈에이샤의 울트라 점프에서 《 장가행(長歌行)》을 연재중이다.

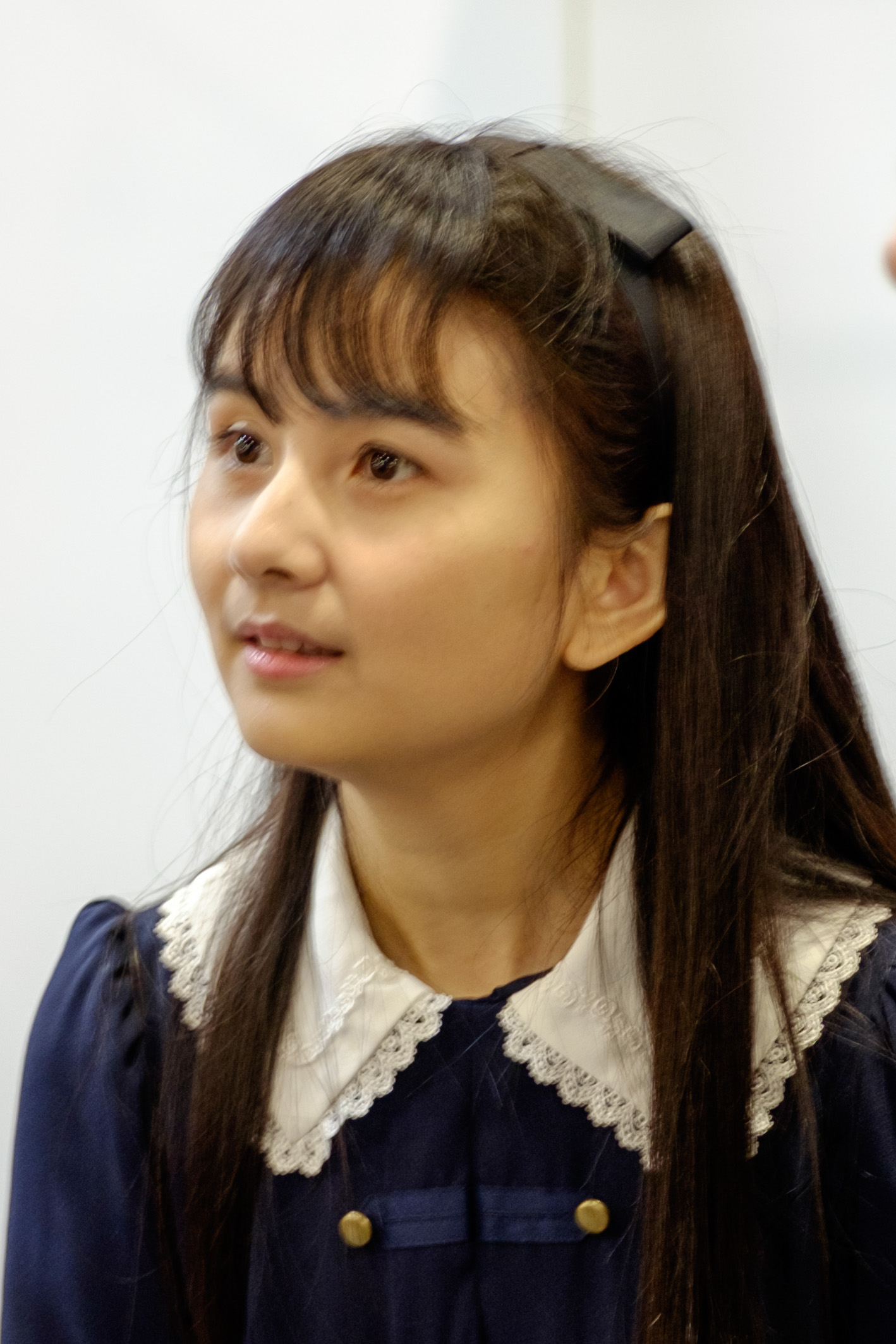
샤다

## 경력
고등학교 시절부터 만화 창작 활동을 하고 베이징 카툰(北京卡通)에서 단편 《성장》으로 데뷔하였다. 2003년에 단행본 《4월 이야기》를 발행하였다. 고등학교 졸업 후에는 베이징에서 프로 만화가로 활동을 하기 시작하였다. 몇 잡지에서 작품을 발표했고 베이징 카툰(北京卡通)에서 연재 한 《미틀랜드의 별(米特兰的晨星)》은 호평을 받았다. 2007년부터 만우(漫友) 관련 잡지 커아이100(可爱100)에서 《자불어(子不语)》를 게재하기 시작하였다. 2008년에 《자불어(子不语)》 제3화 《그림자(影)》로 제5회 금룡상 최우수 소녀 만화상을 수상하였다. 2009년부터 슈에이샤의 월간지 울트라 점프에서 이 작품의 일본어 버전 《아무도 모른다 ~자불어~》라는 제목으로 작품을 게재하기 시작하였다.
현재는 SUMMER공작실의 일원이다.
일본의 잡지에서 《장가행》을 연재하고 있다.